# 118 Eskadra Myśliwska
118 eskadra myśliwska (118 em) – pododdział lotnictwa myśliwskiego Wojska Polskiego w II Rzeczypospolitej.

## Formowanie i zmiany organizacyjne
Eskadra została sformowana w 3 pułku lotniczym na Ławicy w oparciu o rozkaz Ministerstwa Spraw Wojskowych, Departament IV Żeglugi Powietrznej L.dz. 25 ŻP/tjn. Og.-Org. z 18 marca 1926. Wraz ze 117 eskadrą myśliwską utworzyła IV dywizjon myśliwski 3 plot.

Organizatorem i pierwszym dowódcą został kpt.pil. Franciszek Jach. Z braku personelu latającego wstępnie wcielono kilku pilotów z eskadry treningowej 3 pułku. Uzbrojenie eskadry stanowiły samoloty Fokker D-VII i Albatros D-III.
118 eskadra myśliwska, nie osiągnąwszy zdolności ćwiczebnej, rozkazem MSWojsk. Dep. IV Żeg. Pow. L.dz. 500/tjn. Og-Org. z  26 maja 1926, została rozwiązana. Personel i sprzęt został skierowany do innych jednostek myśliwskich 3 pułku lotniczego.